# Église Saint-Pierre de Courville-sur-Eure
Pour les articles homonymes, voir Église Saint-Pierre.
L'église Saint-Pierre est une église catholique située à Courville-sur-Eure, dans le département français d'Eure-et-Loir.

## Historique
L'édifice est classé au titre des monuments historiques en 1907. Un ancien architecte des Monuments historiques déclare à son sujet : « À ma connaissance, vous avez la plus belle charpente intérieure sculptée du département ». 
L'église est reconstruite fin XVe siècle et XVIe siècle, le comble du clocher étant postérieur à la reconstruction de l'édifice.
Curvavilla, vers 1272 (Pouillé de Sens, p. 104, 113) ; Curvavilla, patronus Abbas Sancti Johannis, fin XVe siècle. (Pouillé de Sens, p. 202) ; Cure Saint Pierre de Courville, présentateur l’abbé de Saint Jean, 1738 (Pouillé de Chartres, p. 38) ; Saint Pierre, annexe, XVIIIe siècle. (Carte de Cassini). Cassini laisse supposer que l’église Saint-Pierre est une annexe de celle de Saint-Nicolas.

Extérieur de l'église Saint-Pierre
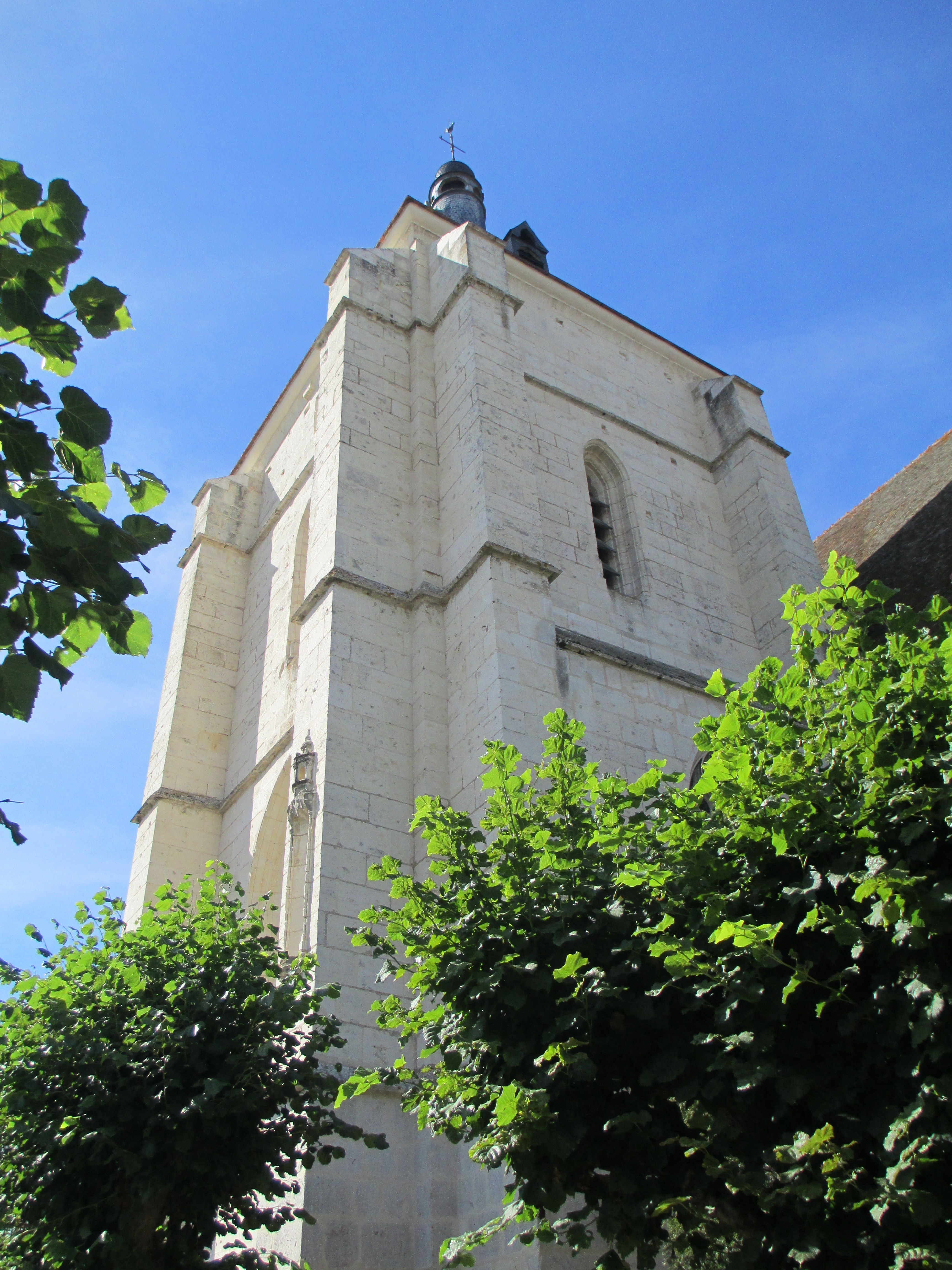
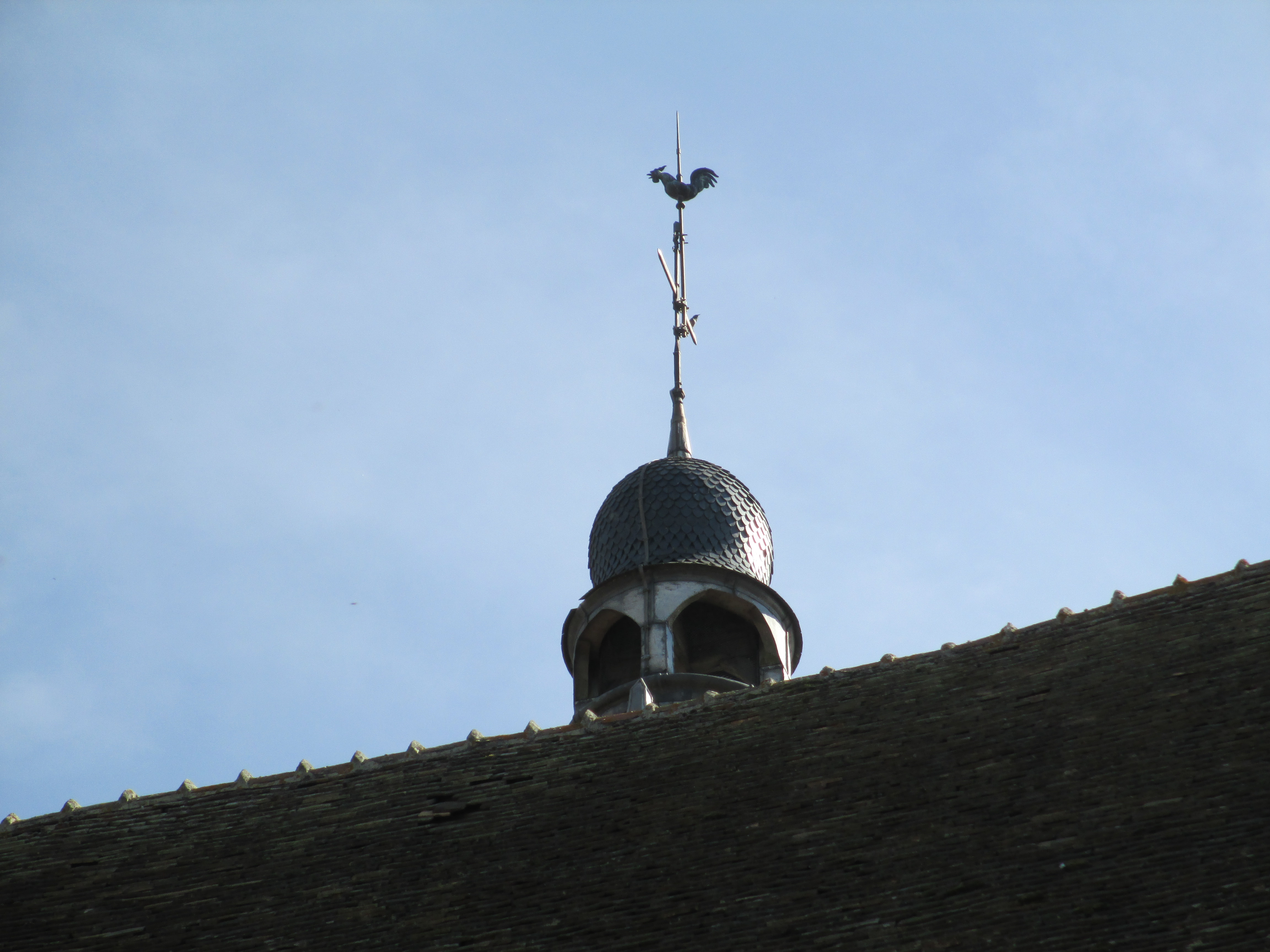
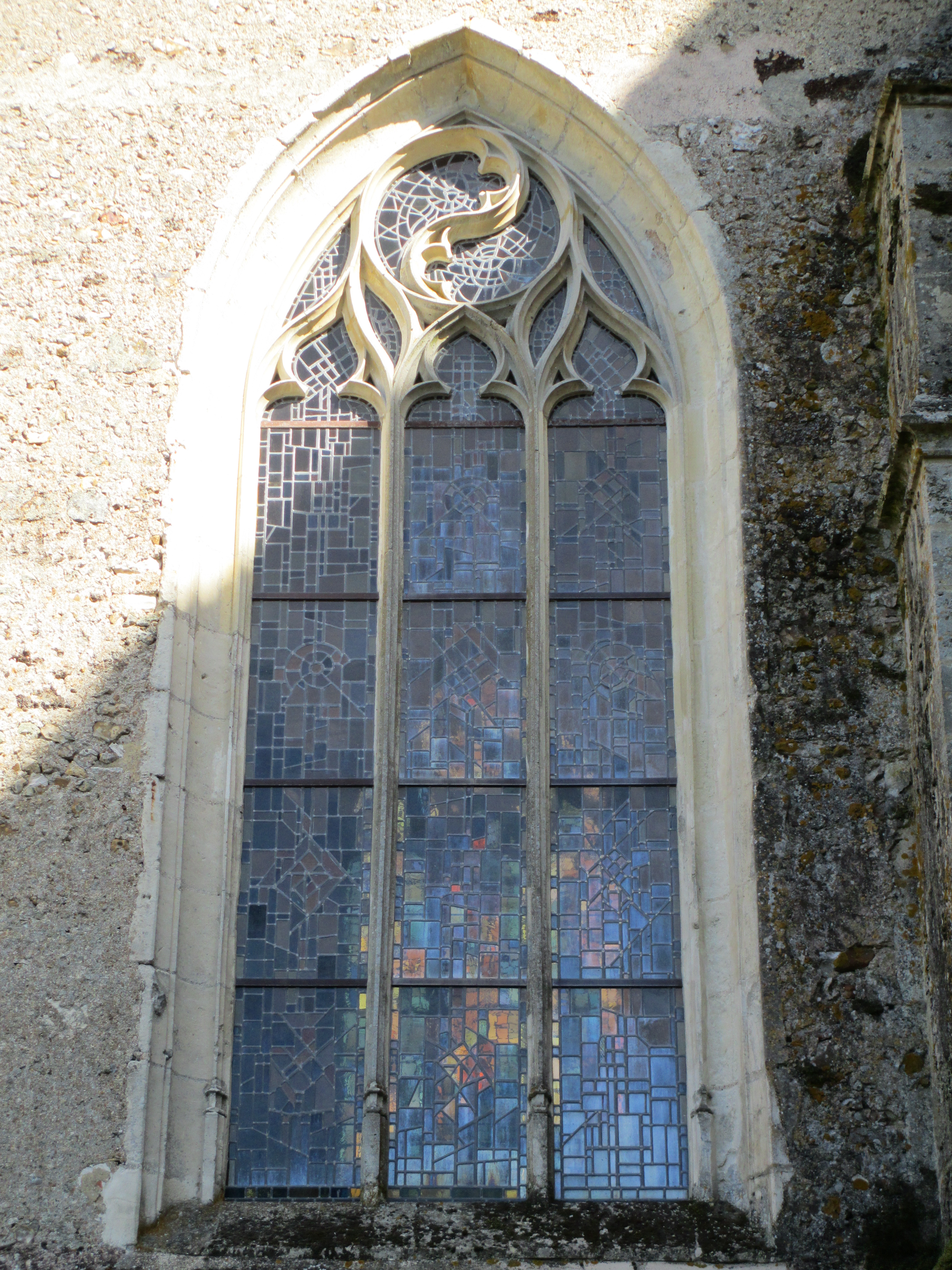

## Architecture

### Nef
- Bancs des fidèles en bois taillé, ciré, XVIIIe siècle : bancs clos avec leurs deux portes à panneau sculpté, tenus par des charnières en fer. H = 95 cm. Les 45 bancs clos sont classés monuments historiques au titre objet,  Classé MH (1964)[3].
- Banc d'œuvre, XVIIIe siècle : banc en bois taillé, ciré. Hauteur = 4,80 m ; largeur = 3,20 m. Décor végétal sur chacun des 3 panneaux. Le banc d'œuvre fut acheté en 1792 par la fabrique dans une vente aux enchères de meubles provenant d'églises supprimées de Chartres. Le banc d’œuvre est classé monument historique au titre objet,  Classé MH (1963)[4].
- Statue de la Trinité, vers 1540 : bois taillé, ciré, revers ébauché. Hauteur : 1,30 m. Assis, Dieu le Père habillé en habits pontificaux, tiare en tête surmontée d’une croix, tient la croix de son Fils Jésus surmontée d’une colombe, entre ses jambes écartées. La statue de la Trinité est classée monument historique au titre objet,  Classé MH (1912)[5].
- Statue de saint Roch, milieu XVIIe siècle : bois taillé, décapée. Hauteur = 1 m. Le saint tient son bâton de pèlerin de la main droite et de la main gauche montre sa plaie à la jambe droite. A ses pieds, à gauche, son chien accroupi tient un pain dans sa gueule. La statue de saint Roch est classée parmi les monuments historiques : 12 février 1963.
- Apparition à La Madeleine, 1536 : dalle funéraire  de Madeleine Georges, femme de Nicolas Belesme. Pierre gravée rectangulaire vertical. Hauteur = 96 cm ; largeur = 48 cm. Date gravée au milieu, en bas : 1536. Épitaphe en latin, gravée, de Madeleine Georges, femme de Nicolas Belesme, morte en 1509. La dalle funéraire de Madeleine Georges est classée parmi les monuments historiques : arrêté du 17 novembre 1908.
- Orgues : La Voix de Notre-Dame de Chartres, indique que l’inauguration de l’orgue aura lieu le dimanche 11 octobre 1925 (10 octobre 1925).

### Chœur
- Arc triomphal. XVIIIe siècle

Bois taillé, peint, polychrome, doré.
Un calvaire ornait le sommet de l'arc : la Vierge et saint Jean furent enlevés et placés ailleurs dans l'église. Le Christ en croix au sommet et les statuettes posées aux retombées de l'arc restent en place.
Personnages peints polychromes et base de la croix dorée.
Dimensions totales de l'arc. Hauteur = 5,50 m ; largeur = 3,20 m.
Christ : hauteur = 2,20 m ; anges : hauteur = 60 cm.
Déplacés. Vierge : hauteur = 1,10 m ; saint Jean : hauteur = 1,20 m.
Décor végétal sur l'arc. La croix est attachée à une poutre par une armature.
Armoiries possibles, très peu lisibles, peut-être du donateur.
L'ensemble fut acheté en 1792 par la fabriqué dans une vente aux enchères de meubles provenant d'églises supprimées de Chartres.
L’arc triomphal est classé parmi les monuments historiques : arrêté du 25 juillet 1963.
- Clôture du chœur. XVIIIe siècle

Bois taillé. L'ensemble fut acheté en 1792 par la fabriqué dans une vente aux enchères de meubles provenant d'églises supprimées de Chartres.
- Charpente lambrissée du XVIe siècle

## Mobilier
Maître-autel.
- Retable. Vers 1650.

Retable architecturé à niche.
Bois taillé, décor en haut relief. Retable à colonnes torses ; deux portes, de chaque côté, sont cachées dans la boiserie.
H = 8 m ; largeur = 5,60 m.
Dieu le Père au sommet, anges portant les 7 instruments de la Passion ; pots à feu, colonnes torses décorées de pampres, décor végétal. Inscription : S P, au-dessus de chaque niche. Le retable du maître-autel est classé parmi les monuments historiques : arrêté du 17 novembre 1906.
- Crucifiement de saint Pierre. 1689.

Tableau d’autel. Support en toile. Peinture à l'huile. Forme complexe. Hauteur = 3,50 m ; largeur = 2,70 m Inscription. LAMY PINXIT MORITANIOE. 1689. S.D.B.M. sur la petite banderole, cachée par le tabernacle.
Le tableau du Crucifiement de saint Pierre est classé parmi les monuments historiques : arrêté du 17 novembre 1906.
- Tabernacle. Vers 1650.

Tabernacle architecturé en bois taillé, doré ; décor en ronde bosse et en haut relief.
Christ au centre, saint Marc, apôtres et saintes femmes ?, agneau Pascal, anges, décor végétal, balustres et guirlandes.
Le tabernacle du retable du maître-autel est classé parmi les monuments historiques : arrêté du 17 novembre 1906.
- Saint Pierre, saint Paul. XVIIe siècle

2 statues en bois taillé, peint, polychrome. Hauteur de chacune : 1,60 m.
Les statues de saint Pierre et saint Paul, appartenant au retable du maître-autel, sont classées parmi les monuments historiques : arrêté du 17 novembre 1906.
Chapelle de la Madeleine
- Statue d’une sainte. XVIe siècle

Bois taillé. Hauteur = 1,10 m.
Statue décapée, dont la main droite manque.
La sainte a un vêtement drapé, la main gauche tendue et ouverte.
La statue de la sainte est classée parmi les monuments historiques : arrêté du 25 juillet 1963.
- Statue d’un saint évêque. Fin XVe siècle ou début XVIe siècle

Bois taillé, peint, polychrome. Hauteur = 1,10 m.
Le saint est représenté avec ses habits pontificaux, mitre et tête et la main gauche bénissant. La main droite disparue devait tenir la crosse.
La statue du saint évêque est classée parmi les monuments historiques : arrêté du 25 juillet 1963.
- Saint Nicolas. Fin XVe ou début XVIe siècle

Statue en bois taillé, décapée. Hauteur = 1 m.
Le saint est représenté debout, habillé de ses vêtements pontificaux, mitre en tête, la main droite bénissant, et la gauche tenant sa crosse. A ses pieds, un coffre rectangulaire qui peut représenter le saloir traditionnel.
La statue de saint Nicolas est classée parmi les monuments historiques : arrêté du 25 juillet 1963.
- Saint Sébastien. XVIe siècle

Statue en bois taillé. Hauteur = 1 m.
Saint Sébastien est représenté appuyé sur une colonne ornée, le visage tourné vers le haut. La jambe droite tendue et la gauche repliée ; le bras droit replié et le gauche tendu.
La statue de saint Sébastien est classée parmi les monuments historiques : arrêté du 25 juillet 1963.
- Sainte Madeleine. XVIe siècle.

Statue en bois taillé, peinte, polychrome. Hauteur = 1 m.
La Madeleine est représenté dans un vêtement drapé ; dans sa main gauche un encensoir ou vase à parfum, et dans la droite un livre.
La statue de la Madeleine est classée parmi les monuments historiques : arrêté du 25 juillet 1963.

## Paroisse et doyenné
L'église Saint-Pierre de Courville-sur-Eure fait partie de la paroisse La Bonne-Nouvelle en Val de l'Eure, rattachée au doyenné des Forêts.